# Hegung
Die Hegung war die formelle Eröffnung der Sitzung eines Gerichts in Mittelalter und früher Neuzeit.
Um eine Gerichtssitzung zu eröffnen, die Autorität des Gerichts zu demonstrieren und den Gerichtsfrieden herzustellen, waren in der weitgehend nicht schriftlich kommunizierenden mittelalterlichen Gesellschaft sichtbare Zeichen und Formen erforderlich. Die Hegung erforderte deshalb:
- die sichtbare räumliche Abgrenzung des Gerichtsortes;
- eine formalisierte Feststellung, dass das Gericht zum richtigen Zeitpunkt und am richtigen Ort zusammengetreten war. Das erfolgte in Frage und Antwort zwischen dem Vorsitzenden des Gerichts und den zum Gericht Versammelten.
- dass der Vorsitzende gebot, Frieden zu halten.

Die Hegung auf germanische Traditionen zurückzuführen, war in der älteren Forschung beliebt. Bei der Hegung handelt es sich aber um allgemeine, grundlegende Erfordernisse, um eine formale Streitschlichtung erfolgreich durchzuführen zu können. Das erscheint bei der Hegung in der Ausprägung, die einer schriftlosen, am Symbolischen orientierten Gesellschaft, zur Verfügung steht. Schriftliche Quellen für die Hegung des Gerichts finden sich erst ab dem 13. Jahrhundert.